# Imsdal (water)
Imsdal is een bronwatermerk uit Noorwegen. Het water komt van de Imsdalbron, dicht bij de Rondanebergen. Imsdalflessen zijn herkenbaar aan hun ijsbergvorm aan de onderkant van het flesje.